# Церква Різдва Пресвятої Богородиці (Попівці, УГКЦ)
Церква Різдва Пресвятої Богородиці в Попівцях — парафія і храм греко-католицької громади Товстенського деканату Бучацької єпархії Української греко-католицької церкви в селі Попівці Чортківського району Тернопільської области.

## Історія церкви
Село перейшло на греко-католицький обряд, імовірно, у 1700 році. У 1884 році громада збудувала нову церкву, яка нині належить ПЦУ (раніше УПЦ КП).
Історія громади та перехід до УГКЦ
Після Львівського псевдособору 1946 року вірян насильно перевели до РПЦ. Проте частина громади залишилася вірною підпільній УГКЦ. Після легалізації УГКЦ (20 листопада 1989) почалося її відновлення.
У 1992 році була організована греко-католицька громада. Спочатку богослужіння проводили в будинку М. Галушки. У 1997 році громада збудувала капличку, де відтоді відбуваються відправи.
Наразі парафія є дочірньою до матірної парафії села Буряківка Товстенського деканату.

## Парохи
- о. Тарас Шмиглик,
- о. Іван Церковний (з 1997).